# Hanns Kerrl
Hanns Kerrl (11. december 1887 – 12. december 1941) var en tysk nazistisk politiker. Han tiltrådte NSDAP i 1923, og kort efter gik han ind i den regionale politik.
Kerrl blev født i en protestantisk familie i Fallersleben, hans far var rektor.
Kerrl var Preussens justitsminister fra 21. april 1933 til 22.juni 1934.
Fra 1935 til sin død af et hjertetilfælde var han rigskirkeminister i Rigskirkeministeriet.
- Wikimedia Commons har flere filer relateret til Hanns Kerrl